# Bobby Goldsboro
Bobby Goldsboro, né le 18 janvier 1941, est un auteur-compositeur, interprète folk et pop américain, également connu comme producteur, animateur d'émissions de télévision et peintre.

## Biographie
Bobby est né dans la ville de Marianna en Floride. Il n'était encore qu'un adolescent de 15 ans quand ses parents ont déménagé dans l'Alabama, dans la ville de Dothan, en 1956. En 1959, diplômé de son lycée local, il entreprit des études universitaires à la Auburn University, études qu'il abandonna au bout de la deuxième année pour poursuivre une carrière musicale.
De 1973 à 1975, il fut présentateur du Bobby Goldsboro Show.

## Carrière
Après avoir joué de la guitare pour Roy Orbison de 1962 à 1964, il entreprit une carrière solo, entrant dans les dix meilleures ventes du Top 40 avec une de ses propres compositions See the Funny Little Clown, classée n° 9 dans les ventes nationales américaines. Suivirent 11 hits qui entrèrent dans le Top 40 dans la catégorie pop, ainsi que 12 de catégorie Country. Déjà, en 1973, il connut un succès remarquable avec un titre classé dans les meilleures ventes du Top 20 au Royaume-Uni avec la chanson qu'il avait écrite et composée Summer (the First Time), traitant d'un adolescent de 17 ans tentant de séduire une femme de 14 ans son aînée par une belle journée de juin suivie d'une nuit pendant laquelle il perd sa virginité. Son plus grand hit, classé dans les deux catégories Country et Pop, fut Honey, sorti en 1968, qui évoquait la mort d'une jeune femme et la nostalgie douloureuse de son compagnon, : La chanson fut enregistrée en une seule prise et grimpa jusqu'à la deuxième place dans le Top en Angleterre, après être sortie, puis lors d'une réédition en 1975.
En Australie, Honey est devenue #1. La dernière fois qu'il atteignit le Top 40 fut en 1973/1974, bien qu'il restât une valeur sûre de la fin de la décennie des années 1970 au début des années 1980, période à laquelle il annonça qu'il se retirait de l'art de la scène à plein temps. Avec Honey, il obtint une position dans les deux catégories lors de la sortie de sa chanson, à l'instar de Johnny Cash quelques années auparavant. Bobby est l'auteur de la plupart de ses grandes chansons, dont une, With Pen in Hand, fut reprise plusieurs fois par plusieurs artistes (par Dolly Parton en 1977 et John Denver en 1981). Une version se plaça en no 3 du classement country en 1968, et une suivante fut nommée pour un Grammy en 1969. Sa chanson "The Cowboy and The Lady" se plaça dans le Top 10 Country lors de sa reprise par Brenda Lee sous le titre The Cowgirl and The Dandy en 1980. Son interprétation de la chanson Hello Summertime se plaça en no 14 au Royaume-Uni dans la seconde moitié de l'année 1974.
Il fut le compositeur de la chanson Tous les enfants chantent avec moi interprétée par Mireille Mathieu, coécrite avec Eddy Marnay, sortie en 1975.

## Anecdote
Dans la première moitié de l'année 1971, un avion dans lequel Bobby voyageait pour Cuba fut pris en otage par des pirates de l'air,

## Discographie

### Singles dans la catégorie Country ayant atteint le Top 40 (ventes américaines uniquement)
| Année | Titre                                                |                      |
| Année | Titre                                                | Classement américain |
| ----- | ---------------------------------------------------- | -------------------- |
| 1968  | "Honey"                                              | 1                    |
| 1968  | "Autumn of My Life"                                  | 15                   |
| 1968  | "The Straight Life"                                  | 37                   |
| 1969  | "I'm a Drifter"                                      | 22                   |
| 1969  | "Muddy Mississippi Line"                             | 15                   |
| 1969  | "Take a Little Good Will Home" (duo avec Del Reeves) | 31                   |
| 1971  | "Watching Scotty Grow"                               | 7                    |
| 1976  | "A Butterfly for Bucky"                              | 22                   |
| 1980  | "Goodbye Marie"                                      | 17                   |
| 1981  | "Alice Doesn't Love Here Anymore"                    | 20                   |
| 1981  | "Love Ain't Never Hurt Nobody"                       | 19                   |
| 1981  | "The Round-Up Saloon"                                | 31                   |

### Singles dans la catégorie Pop
Les meilleures ventes Goldsboro, d'après le classement du Billboard de la liste Pop (musique) sont entre autres :
- "Molly" (Laurie 3148) #70
- "See the Funny Little Clown" (UA 672) #9
- "Whenever He Holds You" (UA 710) #39
- "Me Japanese Boy I Love You" (UA 742) #74
- "I Don't Know You Anymore" (UA 781) #105
- "Little Things" (UA 810) #13
- "Voodoo Woman" (UA 862) #27
- "If You Wait for Love"/"If You've Got A Heart" (UA 908) #75/#60
- "Broomstick Cowboy" (UA 952) #53
- "It's Too Late"  (UA 980) #23
- "I Know You Better Than That" (UA 50018) #56
- "Take Your Love" (UA 50044) #114
- "It Hurts Me" (UA 50056) #70
- "Blue Autumn" (UA 50087) #35
- "Goodbye to All You Women" (UA 50138) #102
- "JoJo's Place"/"Pledge Of Love" (UA 50224) #111/#118
- "Honey" (UA 50283) #1
- "Autumn of My Life" (UA 50318) #19
- "The Straight Life" (UA 50461) #36
- "Muddy Mississippi Line" (UA 50565) #53
- "Mornin Mornin" (UA 50614) #78
- "Can You Feel It" (UA 50650) #75
- "It's Gonna Change" (UA 50696) #108
- "Watching Scotty Grow" (UA 50727) #11
- "And I Love You So" (UA 50778) #83
- "Come Back Home" (UA 50807) #69
- "Danny is a Mirror to Me" (UA 50846) #107
- "California Wine" (UA 50891) #108
- "With Pen in Hand" (UA 50938) #94
- "Brand New Kind of Love" (UA 51107) #116
- "Summer (The First Time)" (UA 251) #21
- "A Butterfly for Bucky" (UA 793) #101
- "Me and the Elephants" (Epic 50342) #104